# NGC 333
NGC 333 é uma galáxia elíptica (E?) localizada na direcção da constelação de Cetus. Possui uma declinação de -16° 28' 08" e uma ascensão recta de 0 horas, 58 minutos e 51,3 segundos.
A galáxia NGC 333 foi descoberta em 1877 por Ernst Wilhelm Leberecht Tempel.